# لوبو ملك الكورومبو
لوبو ملك الكورومبو هي أول قصة للمؤلف المبدع ارنست طومسون سيتون في كتابه الحيوانات البرية التي عرفتها في عام 1898. وبنى سيتون كتابه على خبرته في صيد الذئاب في جنوب غرب الاولايات المتحدة.

## ملخص
كان لوبو ذئبًا رماديًا من أمريكا الشمالية، وعاش في وادي كورومبا (كورومبا كريك ) في نيو مكسيكو. وخلال تسعينيات القرن التاسع عشر، اضطر لوبو وقطعيه، بعدما حُرموا من فرائسهم الطبيعية مثل البيسون، والأيائل، والقرن المشقوق من قبل المستوطنين، إلى الاعتداء على ماشية المستوطنين للبقاء على قيد الحياة. وحاولوا مربو الماشية (في مزرعة كروس إل ) قتل لوبو وقطعيه عن طريق تسميم جثث الحيوانات، ولكن الذئاب أزالت الأجزاء المسمومة وألقتها جانبًا، وأكلت الباقي. ولقد حاولوا مرة أخرى قتل الذئاب بالفخاخ وبواسطة مجموعات الصيد، ولكن هذه الجهود باءت بالفشل أيضًا.
وكان إرنست طومسون سيتون يَشْعُرُ بإغْراءٍ قويّ لهذا التحدي، والمكافأة التي كان قدرها 1000 دولار لرأس لوبو، قائد القطيع. وحاول سيتون تسميم خمسة من الطُعم، وقام بتغطية آثار الرائحة البشرية بعناية، ووضعها في منطقة لوبو. وفي اليوم التالي ذهبت كل الطعوم، وافترض سيتون أن لوبو مات. وفي وقت لاحق، وجد الطعوم الخمسة كلها في كومة مغطاة ببراز الذئاب لإظهار ازدراء لوبو واستهزائه بمحاولة سيتون لقتله هو والذئاب الأخرى. 
ثم بعد ذلك اشترى سيتون أفخاخًا جديدة ومتخصصة وأخفاها بعناية في أراضي لوبو، ولكنه وجد لاحقًا آثار لوبو تتجه من فخ إلى آخر، هاتكاً كل هذه الأفخاخ. وعندما امتدت الجهود التي كان من المفترض في البداية أن تستغرق أسبوعين، ثم أصبحت عقب هذه الأحداث أربعة أشهر من المحاولات الفاشلة للقبض على لوبو، أدرك سيتون التعب والإحباط. وأثناء تخييمه فوق الخور حيث كان الأوز والكركي، وفي فصل الشتاء، وجد أثار لوبو يتبع قطيعاً ذو اثار صغيرة بشكل غريب. وسرعان ما أدرك ضعف لوبو: ورفيقته، الذئب الأبيض الملقبة بلانكا.
ثم وضع سيتون العديد من الفخاخ في ممر ضيق، معتقدًا أن بلانكا ستقع في طعوم سيتون المزروعة التي تمكن لوبو من تجنبها حتى الآن. وأخيرًا نجح سيتون؛ فبينما كانت بلانكا تحاول التحقق من رأس الماشية الذي وضعه سيتون، أُطبق عليها واصبحت محاصرة. وعندما وجدها سيتون، كانت تئن ولوبو بجانبها. ثم هَرَعَ لوبو إلى مسافة آمنة وشاهد سيتون وشريكه يقتلون بلانكا ويربطونها بخيولهم. وبعد ذلك سمع سيتون عواء لوبو لمدة يومين. وصف سيتون نداءات لوبو بأنها تتضمن «حُرْقَة وحزن لا لبس فيهما. . . ولم يعد صوت العواء العالي المتحد كما كان، بل كان نويل طويل حزين». وعلى الرغم من أن سيتون شعر بالندم على الذئب الحزين، فقد قرر مواصلة خطته للقبض على لوبو. 
وعلى الرغم من الخطر المحدق، تتبع لوبو رائحة بلانكا إلى منزل مزرعة سيتون حيث أخذوا الجثة. وبعد رصد لوبو وهو يتجول بالقرب من منزل مزرعته، نصب سيتون المزيد من الفخاخ، مستخدمًا جسد بلانكا ورائحتها لجذبه. وقبل هذه اللحظة، لم يكشف لوبو عن نفسه لـ سيتون ولا حتى مرة واحدة منذ وصوله إلى وادي الكورومبو. ولكن الآن، ومن الواضح أن حزن لوبو باديا على وجه، وقد سيطر على كيانه وخدر حسه بالحذر والحيطة. فلقد كان الآن في أضعف حالاته، وهو ما كان سيتون على علم به جيدًا. وفي 31 يناير 1894، تم القبض على لوبو، من خلال فخ أطبق على ارجله الأربع. وعند اقتراب سيتون، وقف لوبو، رغم إصاباته، وأصدح بالعواء. ومتأثرًا بشجاعة لوبو وولائه لرفيقته، لم يستطع سيتون قتله. فقام هو ورجاله بشد لوبو، وتكميمه وتثبيته على حصان، وأعادته إلى المزرعة. رفض لوبو الأكل أو حتى النظر إلى خاطفيه. فقاموا بتأمينه بسلسلة وهو يحدق في مملكته السابقة. ثم مات لوبو في تلك الليلة، بعد أربع ساعات، منفطر الفؤاد.

## الإرث
تم الاحتفاظ بفراء لوبو في مكتبة إرنست طومسون سيتون التذكارية ومتحف في مزرعة فيلمونت الكشفية بالقرب من سيمارون، نيو مكسيكو. حتى وفاته في عام 1946، ودافع سيتون عن الذئب — وهو حيوان لطالما تم شيطنته في السابق. وكتب سيتون لاحقًا: «منذ لوبو»، «كانت أمنيتي الصادقة هي إقناع الناس بأن كل مخلوق من المخلوقات البرية الأصلية هو في حد ذاته تراث ثمين لا يحق لنا تدميره أو جعله بعيدًا عن متناول أطفالنا».
لمست قصة سيتون عن لوبو قلوب الكثيرين، وفي كل من الولايات المتحدة وبقية العالم، وكانت مسؤولة جزئيًا عن تغيير وجهات النظر تجاه البيئة وقدمت حافزًا لبدء حركة الحفاظ على البيئة. كان للقصة تأثير عميق على أحد أشهر المذيعين وعلماء الطبيعة في العالم، السير ديفيد أتينبورو، وألهمت فيلم ديزني عام 1962 أسطورة لوبو . وكانت قصة لوبو موضوع فيلم وثائقي لقناة بي بي سي أخرجه ستيف جودر في عام 2007.
تم العثور على سرد لمطاردة سيتون لـ لوبو في إرنست طومسون سيتون: حياة وإرث فنان ومحافظ على البيئة بقلم ديفيد إل ويت. وهي تستند إلى مجلة سيتون الشخصية ومصادر تاريخية أخرى. وظهرت القصة أيضًا في معرض 2010-2011 في متحف نيو مكسيكو للتاريخ.
أكاديمية حب التعلم، وهي منظمة تعليمية في سانتا في، نيو مكسيكو، تقف على ملكية إرنست تومسون سيتون السابقة وتضم حاليًا مشروع إرث سيتون. يقوم مشروع إرث سيتون، الذي أشرف عليه مؤرخ الأكاديمية ديفيد ويت، برعاية أعمال سيتون الفنية وكتاباته ويستكشف الروابط الحيوية بين رؤية سيتون المبكرة في القرن العشرين للطبيعة البرية، والقضايا البيئية المعاصرة، والإشراف المدروس.
تقيم الأكاديمية حدث عيد ميلاد سيتون السنوي كل أغسطس. وحدث عام 2018، كان بعنوان ، لوبو ملك الكورومبو: أعظم قصة ذئب  ، وتركز على الذكرى 124 لهذه القصة. وعرض في صالة عرض سيتون، الفن الأصلي لأكثر من 50 فنانًا معاصرًا، كل منها يوضح جزءًا واحدًا من قصة لوبو، وفي تفسيره الخاص، ومع الفن المُجمع المنشور في شكل رواية مصورة.

## روابط خارجية
- The Wolf That Changed America - Nature Channel, PBS Video
- Seton Legacy Project, Academy for the Love of Learning